# Billund
Billund (pronuncia locale [ˈpiˌlɔn] ) è un centro abitato della Danimarca situato nella regione della Danimarca Meridionale (Syddanmark) al centro della penisola dello Jutland. È capoluogo del comune omonimo.
A Billund ha sede la LEGO, società danese conosciuta soprattutto per la sua linea di mattoncini di plastica, vi si trova inoltre il famoso parco di Legoland Billund. La cittadina dispone di un aeroporto.

## Storia
Billund è stata a lungo parte della parrocchia di Grene Kirke il cui edificio originale romanico è stato costruito la prima volta nel 1291. Storicamente il nome del paese era "Byllundt" nell'anno 1454 e come "Billund" nel 1510. Nel 1800 erano presenti 8 fattorie di cui una fungeva anche da locanda.
Nel 1880 venne costruito il primo mulino a vento della città sulla strada tra Vejle e Varde. Nel 1895 il mulino venne raso al suolo e poi ricostruito nel 1897, questa volta nello stile dei mulini a vento olandesi. Nello stesso anno, venne costruita la ferrovia da Vejle a Billund; il percorso fu in seguito esteso fino a Grinnell nel 1914. Nel 1890 venne costruita la Krogs Skole.
Nel 1916, Ole Kirk Christiansen, che più tardi avrebbe fondato la fabbrica LEGO, acquistò una fabbrica di mobili fondata nel 1895. fece diversi investimenti in città, tra cui la costruzione di un nuovo caseificio e della chiesa di Skjoldbjerg a pochi chilometri a sud della città. Nel 1930, Ole Kirk Christiansen cominciò a produrre oggetti di uso quotidiano come assi da stiro, scale e giocattoli in miniatura. I suoi primi giochi erano creati da scarti dalla produzione di altri prodotti, ma la sua vera produzione di giocattoli iniziò solo nel 1932. Nel 1934, la fabbrica di giocattoli venne chiamata "Lego".
Alla fine degli anni '30 del XX secolo, la crescita Billund aumentò a causa delle fabbriche e cominciarono a costruire acquedotti, una palestra e il municipio, mentre la centrale elettrica locale venne chiusa e trasferita.
Durante l'occupazione nazista nella Seconda guerra mondiale, la vecchia fabbrica di Lego venne distrutta da un incendio nel 1942, ma venne immediatamente ricostruita. Nel 1946, la linea ferroviaria da Grinnell fu estesa fino alla fabbrica Lego. La produzione dei celebri mattoncini di plastica colorata Lego iniziò nel 1949.
La chiusura della ferrovia nel 1950 comportò la recessione a Billund. In risposta alla crescente povertà furono fondati un ente di edilizia popolare per edificare alloggi a prezzi accessibili e una casa di riposo. La società Lego creò nel 1959 un grande parco a nord della città, con un'area giochi, scenografie, un grande scivolo e un lago artificiale. Nel 1962 venne inaugurato l'aeroporto di Billund, inizialmente come aeroporto privato della società Lego, e successivamente è stato aperto per altri usi. Il parco di divertimenti Legoland Billund venne aperto nel 1968 e da allora Billund ricominciò a registrare una crescita. Nel 1970 venne creato il primo Comune di Billund unendo la parrocchia di Grene (2625 abitanti) a quella di Vorbasse (1964 anime), entrambe in precedenza parti dell’antica centena degli Slavi della contea di Ribe.

## Geografia fisica
Billund si trova a circa 13 chilometri da Grindsted, 56 chilometri da Esbjerg e 27 chilometri da Vejle.

## Popolazione
All'inizio del 1930 Billund era ancora un piccolo villaggio con solo 300 abitanti. Nel 1950 il paese raggiunse i 500 abitanti e in seguito il numero aumentò rapidamente. Dopo soli 20 anni, nel 1970 il numero degli abitanti era quadruplicato a 2065 residenti. La crescita della popolazione è esplosa a causa di rapida espansione delle industrie Lego a metà degli anni '60.
La demografia della città è caratterizzata da molte famiglie con bambini, circa il 27,3% dei nuclei familiari della città è costituito da coppie con figli. Questo è un po' al di sopra della media della regione. Gli abitanti della città per lo più vivono in case unifamiliari.

## Economia

### Turismo

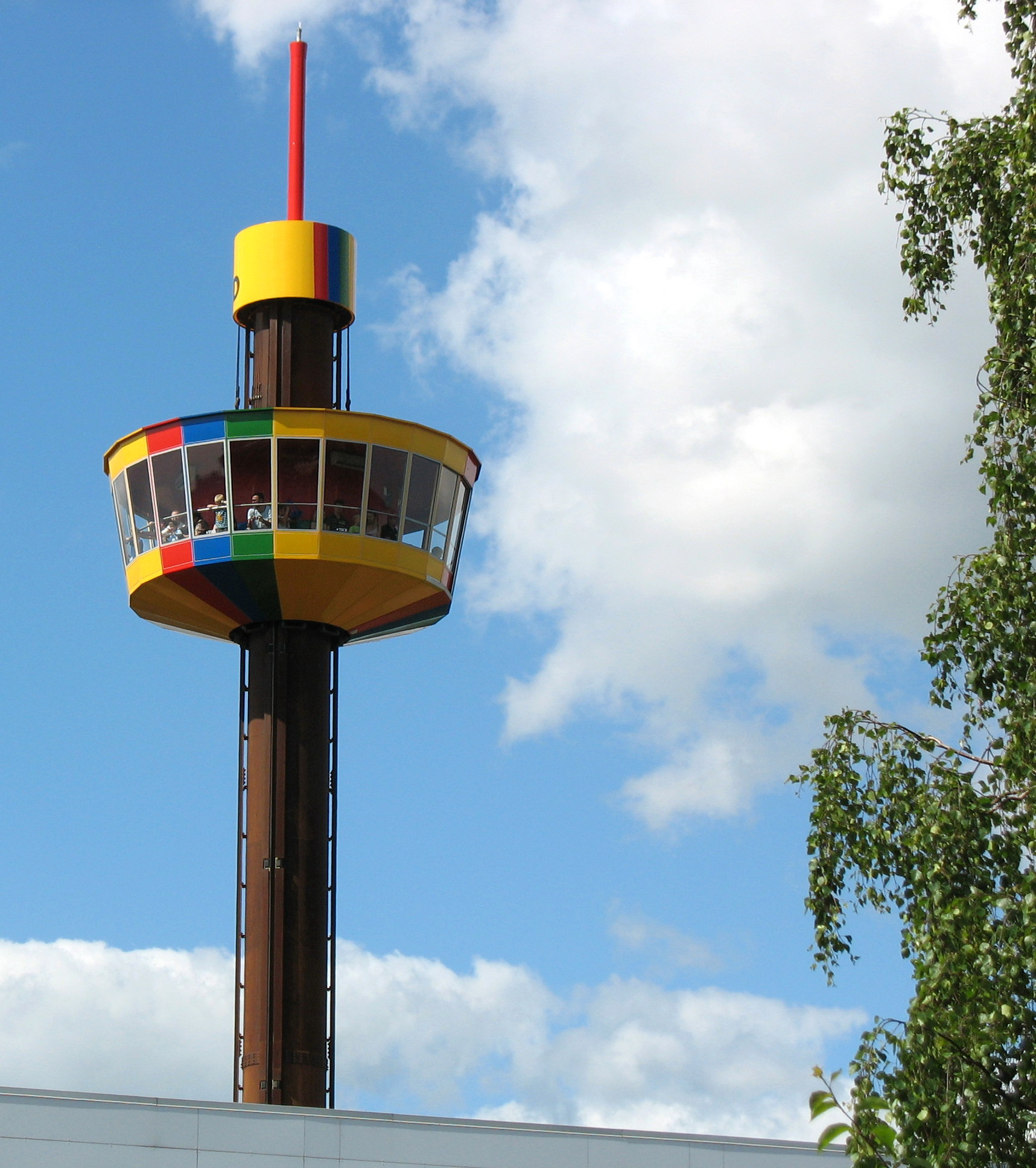
La torre panoramica a Legoland Billund

Billund è una destinazione popolare per turisti, soprattutto per famiglie con bambini. Oltre a Copenaghen, Billund è una delle poche città danesi che hanno ricevuto più turisti negli ultimi anni. La città è sede del parco a tema Legoland che è stato aperto nel 1968, e dal 2009 è anche la sede di Lalandia Billund, un parco acquatico e centro di attività.

## Infrastrutture e trasporti
Pochi km a nord-est della cittadina si trova l'aeroporto di Billund, fondato nel 1962 era in origine l'aeroporto aziendale della Lego, due anni dopo è divenuto pubblico. Nel 2019 ha avuto un traffico di oltre 3,7 milioni di passeggeri. L'area cargo nel 2022 ha movimentato oltre 88.000 tonnellate di merci. 

## Amministrazione

### Gemellaggi
- Hohenwestedt, Germania
- Müncheberg, Germania